# Park im. ks. bp. Michała Klepacza

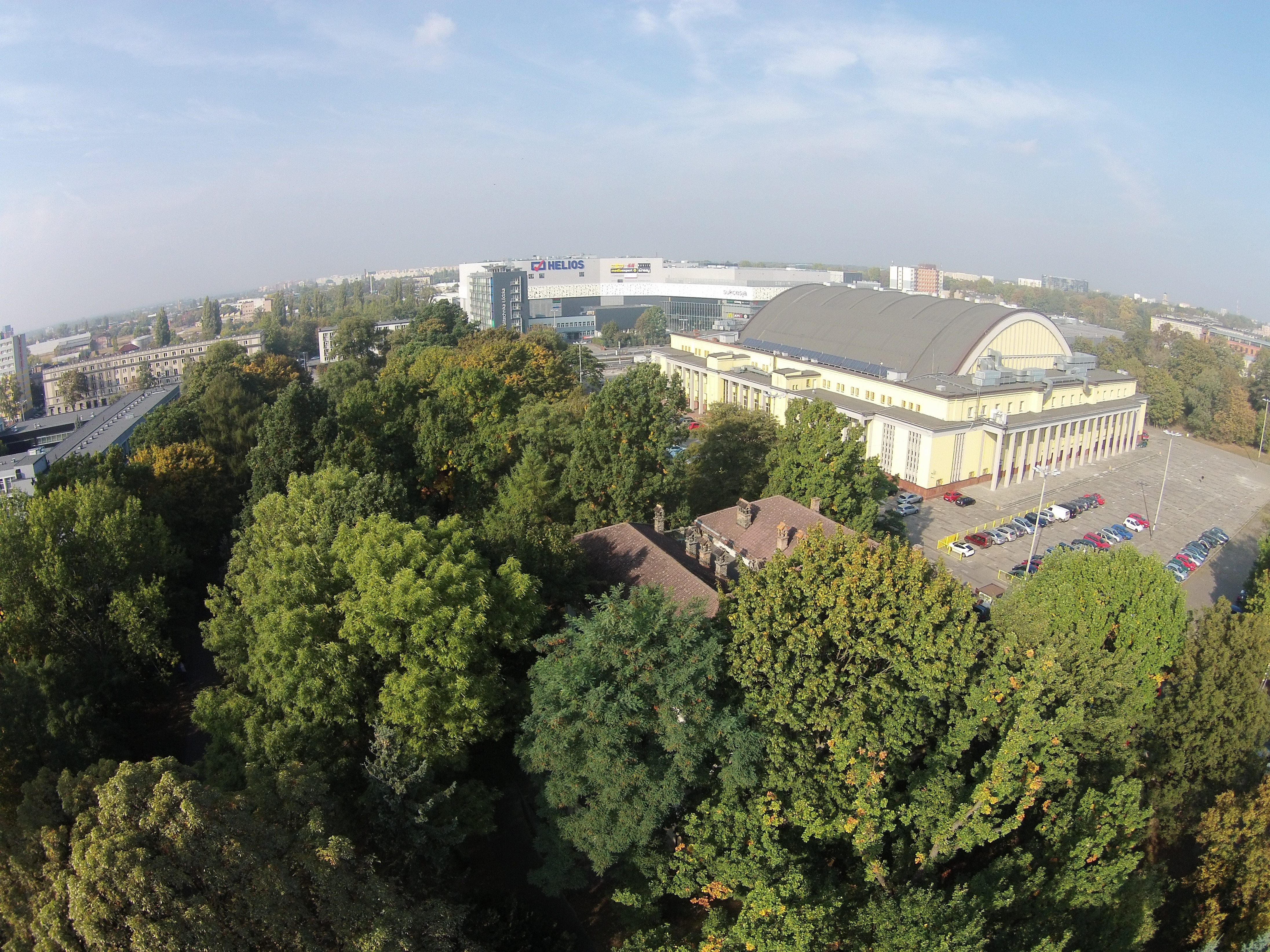
Panorama parku im. M. Klepacza

Park im. ks. bp. Michała Klepacza (dawniej Park. im. St. Worcella) – znajduje się w południowo-zachodniej części śródmieścia Łodzi, pomiędzy ulicą Wólczańską, Skorupki i al. Politechniki, na terenie dzielnicy Polesie (tuż obok hali sportowej oraz pawilonu Międzynarodowych Targów Łódzkich). Powierzchnia parku wynosi 3,3 ha. Park od 2017 r. jest własnością Politechniki Łódzkiej. W 2019 został ogrodzony i włączony do kampusu B Politechniki.

## Opis parku

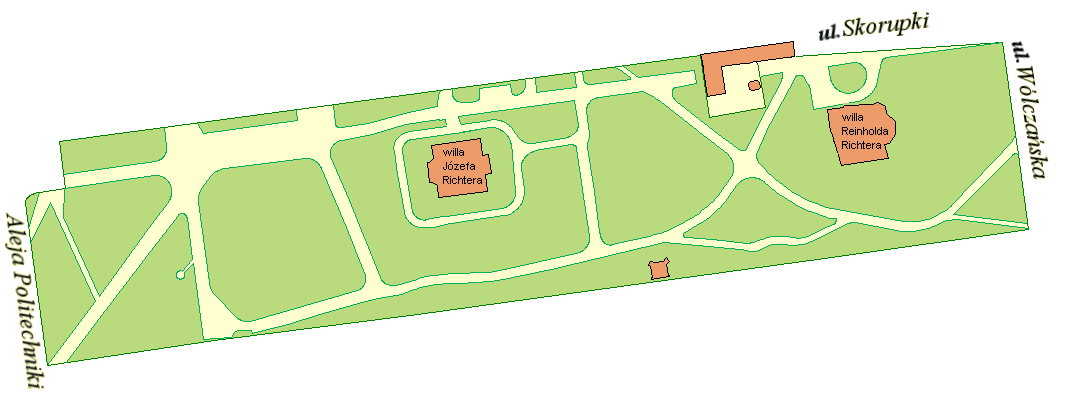
Mapa parku

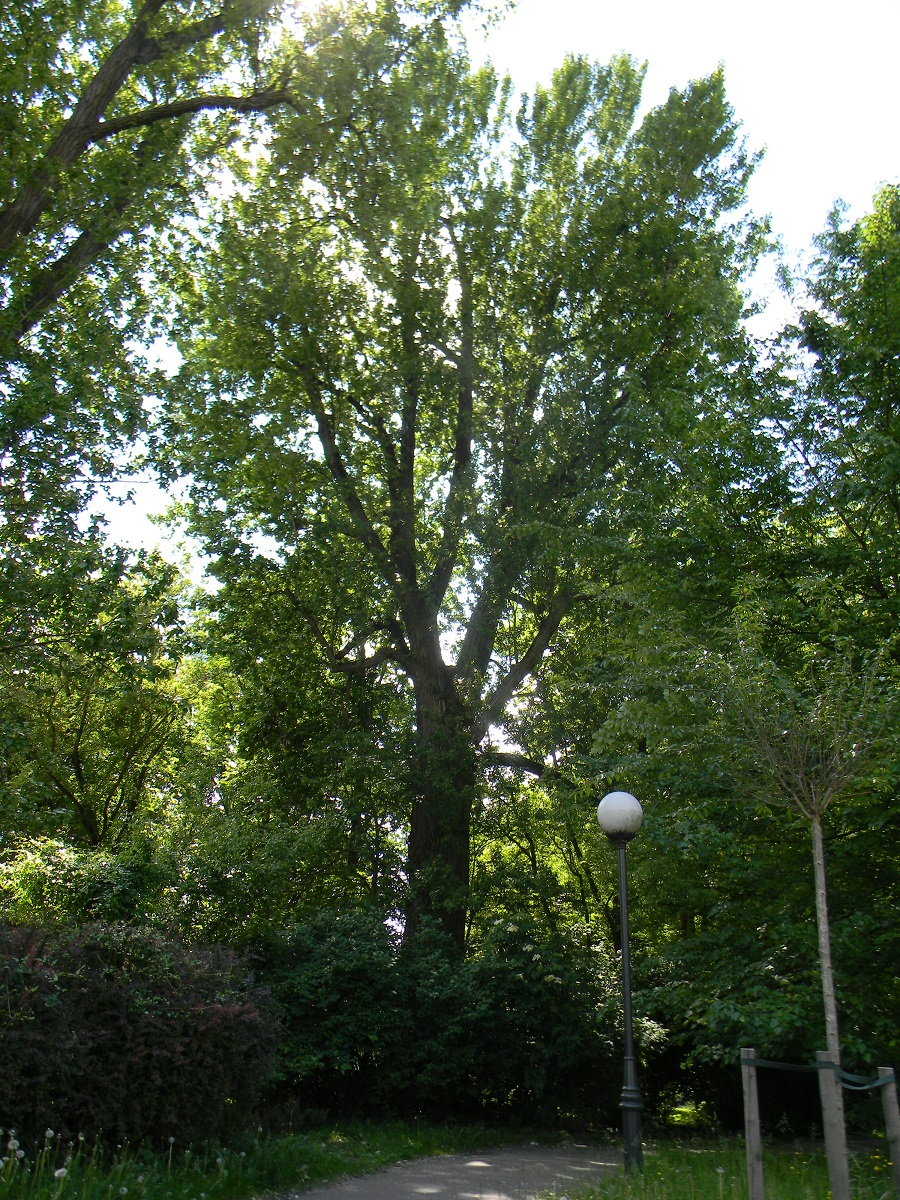
Najstarsza w Polsce topola berlińska odmiany 'Petrowskiana'

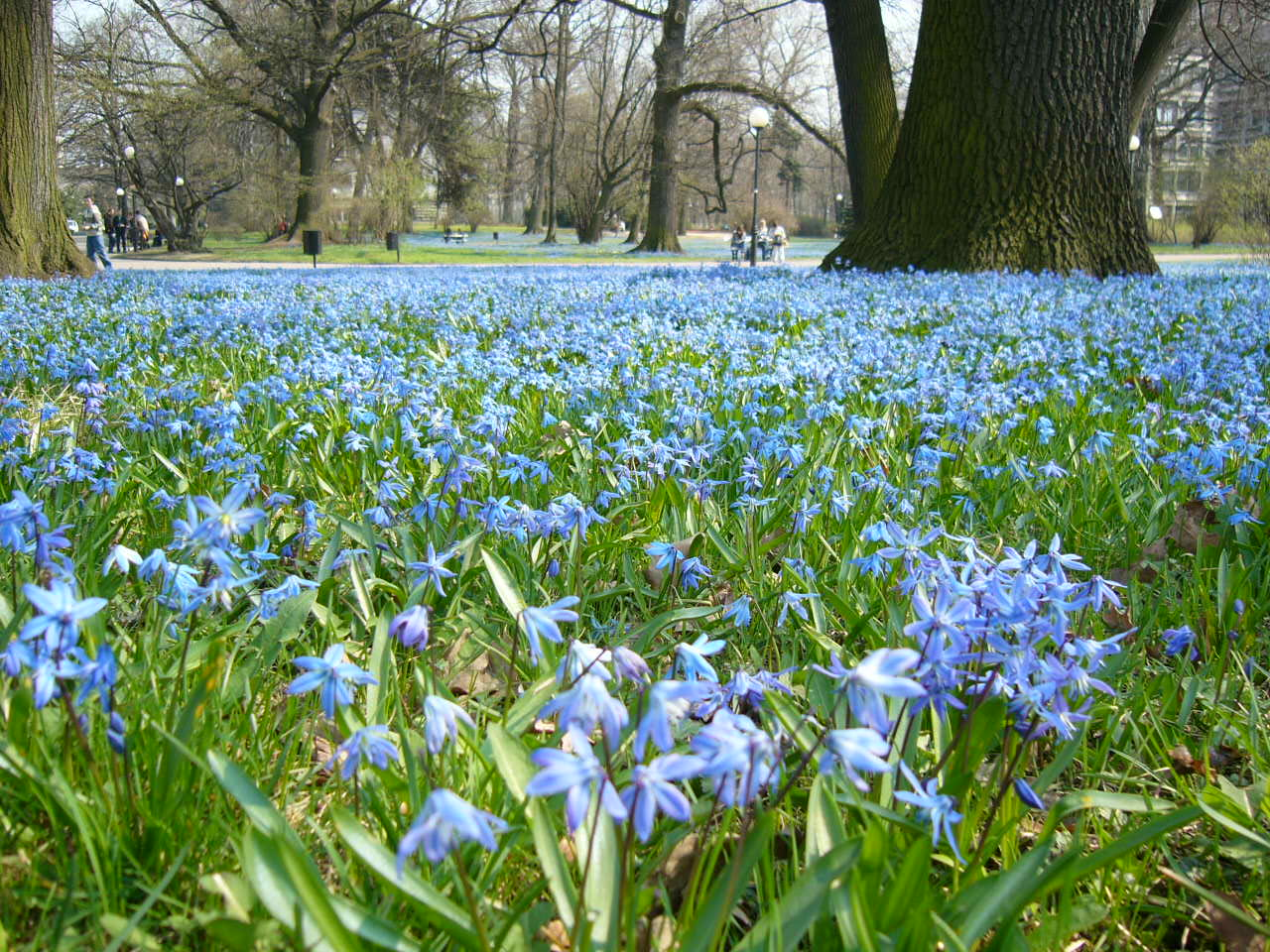
Cebulica syberyjska w parku im. M. Klepacza

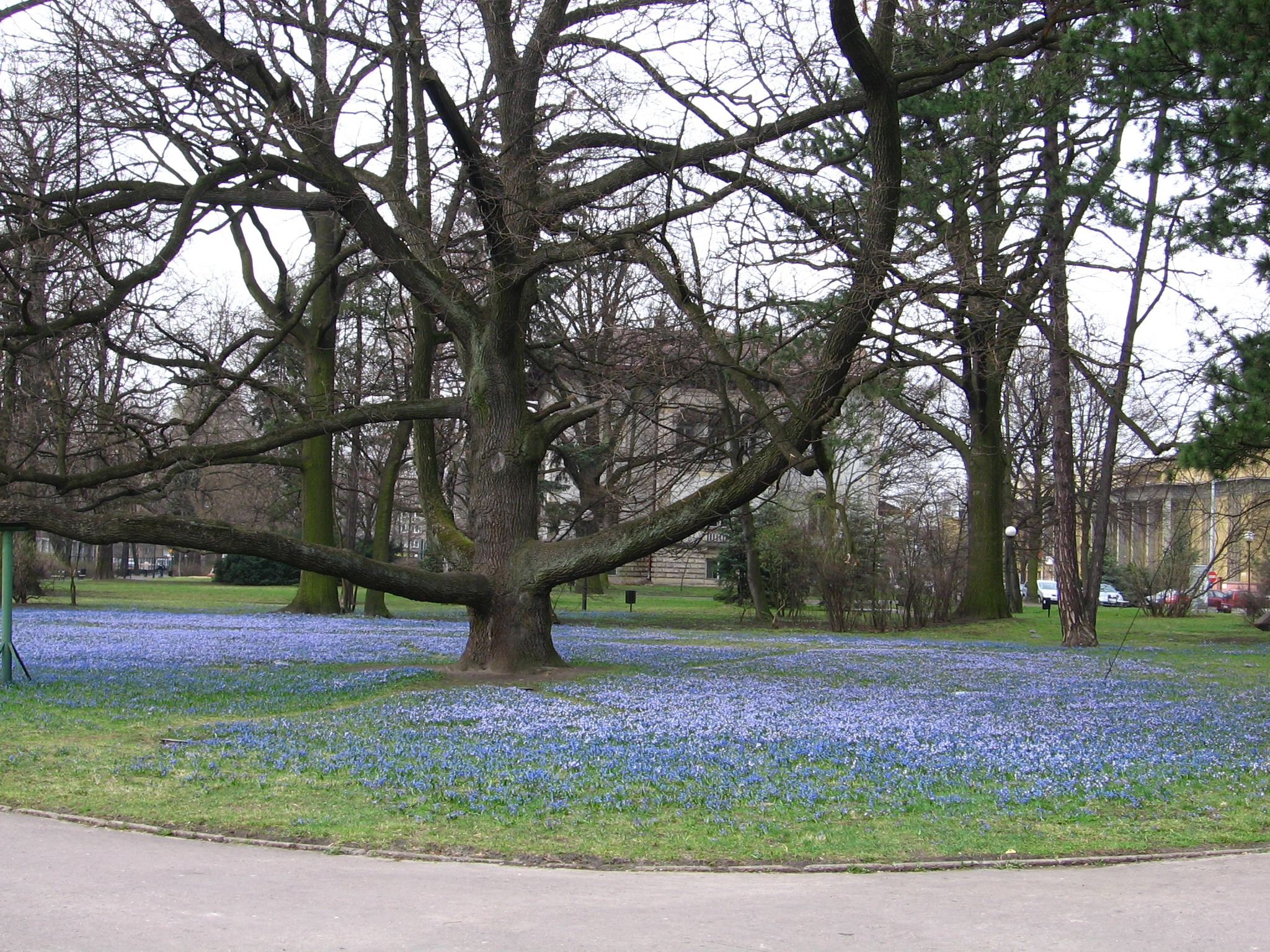
Dąb Fabrykant w parku im. M. Klepacza

Teren parku jest równy, płaski, nieco pochylony w kierunku zachodnim i południowym (195–193 m n.p.m.). Obecnie nie ma tu żadnych wód powierzchniowych, w przeszłości, przed założeniem parku, były doły z wodą i rowy odprowadzające wody powierzchniowe śladem pradawnego strumyka do niedalekiego Jasienia.
W parku znajduje się około 230 drzew o obwodach pni powyżej 15 cm i co najmniej 130 krzewów. 24 spośród rosnących drzew zostało uznanych za pomniki przyrody, wśród nich XIX-wieczny dąb Fabrykant z potężnymi, rozłożystymi konarami (obwód pnia 455 cm, rozpiętość korony ponad 30 m) – rzadko spotykane drzewo takich kształtów i rozmiarów. Status pomników przyrody posiadają również topole, w tym najstarsze w Polsce topole carskie i topola późna z 1904 r., a także inne dęby, kasztanowce, lipa, buk, wiąz i klon. Różnorodność biologiczna parku jest dość duża. Obecnie rośnie w nim 70 taksonów (gatunków i odmian), w tym 46 drzew i krzewów.
W parku rosną m.in. klon jawor, klon jesionolistny, klon zwyczajny, wiąz górski, wiąz szypułkowy, jesion wyniosły, jesion pensylwański, lipa drobnolistna, lipa krymska, dąb szypułkowy, brzoza brodawkowata, grab pospolity, topola osika, topola berlińska odm. 'Petrowskiana', topola kanadyjska odm. 'Serotina' kasztanowiec zwyczajny, jarząb pospolity, grusza pospolita, śliwa wiśniowa, robinia akacjowa, świerk kłujący, sosna czarna, sosna limba, jodła kalifornijska, modrzew europejski i osobliwość dendrologiczna Łodzi – dwa okazy cyprisika nutkajskiego i trzy cyprisika Lawsona.
Szczególną osobliwością parku jest cebulica syberyjska, która wczesną wiosną (od marca do kwietnia) pokrywa trawniki łanami lazurowoniebieskich kwiatków. Jest to jedyne miejsce w Polsce spośród miejskich parków, z tak dużym skupiskiem tych roślin. Wśród łanu cebulicy rośnie też inna roślina, o kwiatach niebieskich, lecz nieco bledszych – śnieżnik lśniący. Nieznana jest data zasadzenia roślin, wiadomo, że rosną w tym miejscu dłużej niż od 1945 r.
W parku znajdują się dwie zabytkowe wille: Reinholda Richtera (obecnie budynek rektoratu Politechniki Łódzkiej) i Józefa Richtera (obecnie biura administracji rektorskiej). Od strony północnej sąsiaduje z parkiem hala sportowa, wybudowana w latach 1948–1957 oraz pawilon wystawowy Międzynarodowych Targów Łódzkich. Od strony wschodniej znajduje się Wyższe Seminarium Duchowne. W 2019 r. park został ogrodzony i włączony w obszar kampusu B Politechniki Łódzkiej. Park jest dostępny publicznie w godzinach 6:00-22:00.

## Historia parku

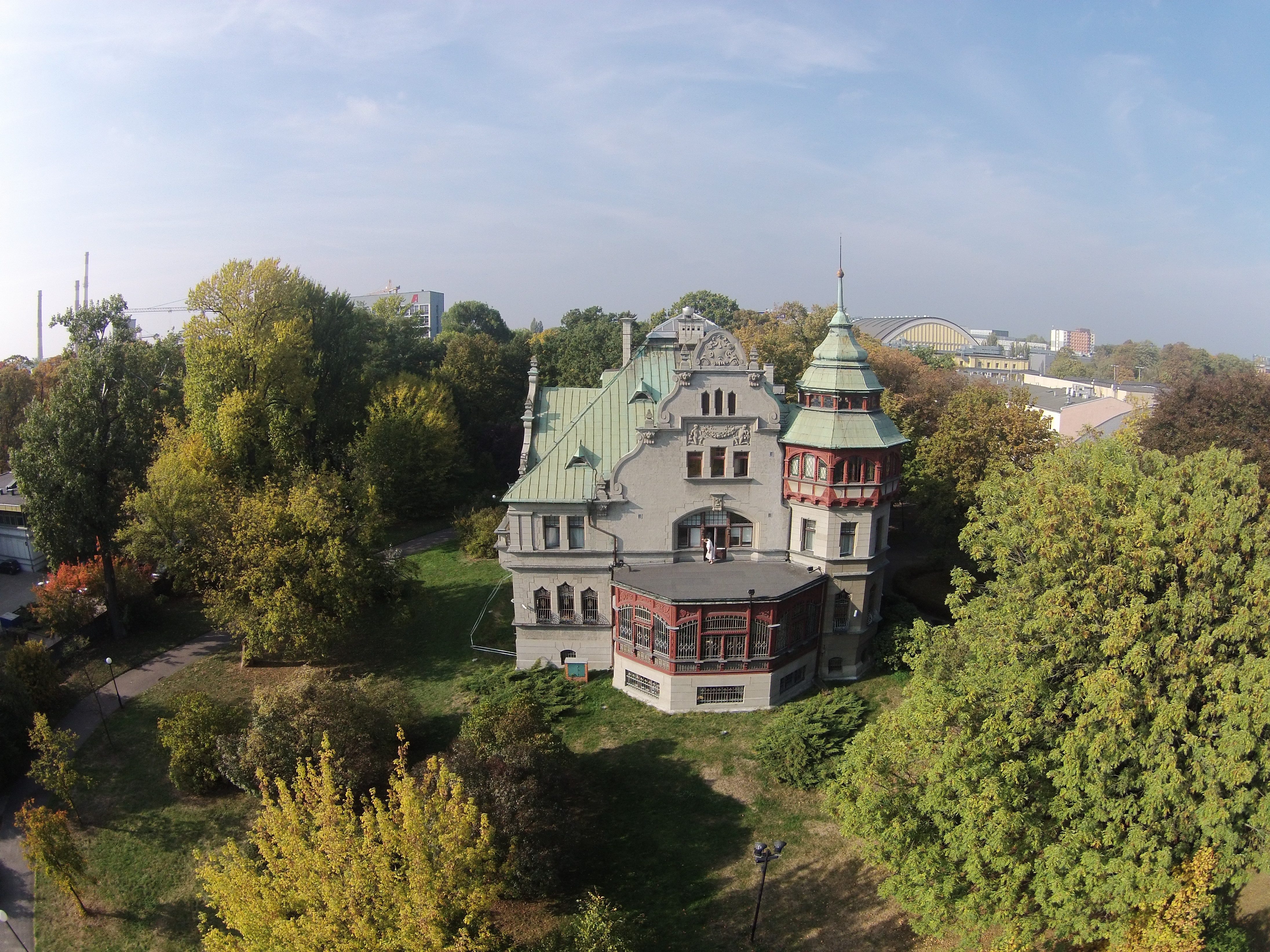
Willa Reinholda Richtera

Historia parku Klepacza wiąże się z dziejami rodu Richterów, łódzkich fabrykantów, którzy w drugiej połowie XIX w. stali się właścicielami części gruntów przeznaczonych na rozbudowę przemysłu, położonych w południowej części miasta wzdłuż ul. Wólczańskiej, Pańskiej (dziś al. Politechniki) i doliny rzeki Jasień.
Wybudowane na przełomie XIX i XX w. reprezentacyjne siedziby przemysłowców zostały otoczone ogrodami ozdobnymi, które dziś tworzą park. Za datę jego powstania przyjmuje się rok 1904 – datę umieszczoną na ozdobnej bramie wjazdowej do rezydencji Rheinholda Richtera od strony ul. Skorupki. Z tego okresu pochodzą także ostatnie pomnikowe topole odmian 'Petrowskiana' i 'Serotina', które tworzyły niegdyś szpaler wzdłuż starego ogrodzenia parku. Ogrody powstały na terenie poleśnym, na placach po części pustych, po części zabudowanych.
Po wyzwoleniu Łodzi w 1945 r. ogród został parkiem publicznym i otrzymał imię Stanisława Worcella, podobnie jak sąsiednia ulica.
Pierwotnie ogrody były otoczone ogrodzeniem, które zlikwidowano w 1960 r., łącząc ogrody w jeden park. W kolejnych latach przebudowano układ alejek, stopniowo wyposażając park w niezbędne urządzenia, konserwując zieleń i uzupełniając nasadzenia.
W 1983 r. park został wpisany do rejestru zabytków (nr A/292 z 20.12.1983). W 1990 i 1993 r. 24 drzewa uznano za pomniki przyrody.
W 1994 r. park Worcella otrzymał nowego patrona. Rada Miejska nadała mu imię księdza biskupa Michała Klepacza.
Pod dębem „Fabrykant”, 15 czerwca 2007 roku, nastąpiło przekazanie całego parku w użytkowanie Politechnice Łódzkiej. Udało się to po dwóch latach starań. Zapewniono, że teren zostanie ogrodzony oraz będzie zamykany na noc. Zagwarantowano także, że pozostanie nadal dostępny dla mieszkańców. Uczelnia od tego czasu starała się pozyskać park na własność od miasta. W 2017 doszło do ostatecznego przekazania parku Politechnice aktem notarialnym. W 2019 Politechnika ogrodziła park jednocześnie demontując parkan między parkiem i swoim kampusem B.